# Memphis Minnie
Memphis Minnie, właśc. Lizzie Douglas (ur. 3 czerwca 1897, zm. 6 sierpnia 1973) – amerykańska bluesmanka, wokalistka i gitarzystka, reprezentująca country blues.

## Biografia

### Wczesne lata oraz Memphis
Urodziła się na farmie pod Algiers w stanie Luizjana. Była najstarszym z 13 dzieci Gertrude Wells i Abe'a Douglasa. Gdy miała 7 lat rodzina przeniosła się do Walls w stanie Missisipi, około 15 mil od Memphis w stanie Tennessee. W wieku 10 lat nauczyła się grać na bandżo, a w rok później opanowała grę na gitarze.
Od 11 roku życia, po ucieczce z domu, rozpoczęła występy na ulicach (głównie na słynnej Beale Street) oraz w Church's Park (obecnie W.C. Handy Park) w Memphis. Ze względu na młody wiek nazywana była Kid Douglas. Przez prawie 20 lat kontynuowała ten styl życia występując z poszczególnymi bluesmanami oraz z małymi lokalnymi zespołami. Od 1910 roku odbyła szereg tournée z trupą Ringling Brothers Circus po wielu miejscowościach na południu USA. Między 1916 a 1920 r. ponownie osiadła w Memphis występując w barach, tawernach i na ulicach miasta.
Około 1927 r. związała się ze swoim pierwszym mężem, bluesmanem Caseyem Billem Weldonem, z którym występowała już jako Memphis Minnie. Poprzez Weldona poznała zespół Memphis Jug Band, z którym często występowała.
W dwa lata później była już żoną bluesmana Joego McCoya, z którym dokonała pierwszych swoich nagrań pod marką Kansas Joe & Memphis Minnie. Nagrali w Nowym Jorku sześć bluesów: "I Want That", "That Will Be Alright", "When the Levee Breaks", "Goin' Back to Texas", "Frisco Town" i "Bumble Bee".
2 sierpnia 1929 r. został wydany ich pierwszy singel "That Will Be Alright/When the Levee Breaks" (COL 14439). Pomimo tego, że firmowany był przez Kansas Joe & Memphis Minnie, to Memphis Minnie ani na nim nie zagrała nie zaśpiewała. Singel sprzedawał się na poziomie podobnym do innych bluesowych singli wydawanych przez Columbię. Wytłoczono 2950 kopii, ale wkrótce, w powtórnym tłoczeniu, wydano dodatkowe 3000 kopii. Tak więc było to prawie 6000 kopii. Singel Bessie Smith wydany dwa tygodnie wcześniej sprzedał się w ponad 8000 kopii.
27 sierpnia Columbia wydała ich drugiego singla: "Goin' Back to Texas/Frisco Town" (COL 14455). Tym razem w "Goin' Back to Texas" można usłyszeć śpiew i gitarę Memphis Minnie.
Po tej sesji nagraniowej obydwoje powrócili do Memphis. W lutym dotarł do nich Mayo Williams z firmy Vocalion, dla którego szybko stało się jasne, że to Memphis Minnie powinna być nagrywana. Para nagrała wówczas około 10 bluesów na dwóch sesjach nagraniowych. Wydano z nich singla "Bumble Bee/I'm Talking about You" (Vocalion 1476), który okazał się tak wielkim sukcesem, przez kilka lat kojarzono Memphis Minnie z "Bumble Bee".
26 maja Memphis Minnie nagrała powtórnie "Bumble Bee" tym razem z Memphis Jug Band dla firmy Victor. W tym czasie Columbia zorientowała się, że popełniła błąd i wydała singla z pierwszą wersją "Bumble Bee" (nagraną 18 czerwca 1929 r.) wraz z "I Want That" Joego McCoya. Jednak, ponieważ Columbia przegapiła właściwy moment, ten singel sprzedał się tylko w ilości 1100 kopii.
W tym czasie Ameryka zaczęła się pogrążać w wielkim kryzysie i chaosie. Aby przetrwać, muzycy bluesowi musieli zmienić styl bluesa na zbliżony do muzyki popularnej. Ponieważ jednak single Minnie sprzedawały się dobrze, Mayo Williams zaprosił Minnie i Joego na sesję nagraniową do Memphis w lutym 1930 r. W maju zorganizował sesje nagraniowe dla firmy Victor, część utworów Minnie nagrała w duetach ze swoją siostrą Bessie i przyrodnim bratem.

### Chicago
Około czerwca 1930 r. Memphis Minnie i Joe McCoy zamieszkali w Chicago. Mayo Williams zorganizował ich sesje nagraniowe w czerwcu, lipcu, sierpniu i październiku. Ich plonem było ponad 20 bluesów, wśród nich tak znane jak "Bumble Bee No. 2", "New Bumble Bee". W następnym roku pomiędzy styczniem a majem Minnie nagrała 17 bardzo różnorodnych utworów; były instrumentalne duety w stylu Stokes and Sane ("Let's Go to Town" z 16 marca), złożone, zbliżone do folku utwory utrzymane w stylu Memphis Jug Bandu ("After While Blues"), a nawet stare wodewilowe bluesy ("I Called You This Morning"). W tym pierwszym etapie jej kariery Minnie odniosła sukces bowiem była utalentowana, tworzyła w zaakceptowanych stylach, śpiewała czystym i szczerym głosem i posiadała wrodzone poczucie struktury piosenki. Oprócz tego dysponowała świeżą wyobraźnią i lekkim, wyrazistym humorem.
Zarówno Joe jak i Minnie byli świetnymi gitarzystami i ich duety były bardzo interesujące. Większość z ukształtowanego przez nich stylu wywodziła się z lat grania na Beale Street w Memphis. Oprócz tego słuchali nagrań innych wykonawców; pewne elementy melodycznego stylu Minnie prowadzą np. do Lonniego Johnsona. Obydwoje grali palcami i potrafili grać bardzo szybko. Akompaniament był z reguły grany akordami w pierwszej pozycji z dużym rezonansem strun i z podkreślaniem rdzennych tonów akordów, które Joe grał swoim kciukiem. Z reguły mocno akompaniował żonie, zwykle odmieniając, grane kciukiem, basowe nuty na pierwszym i trzecim takcie oraz akordy w takcie drugim i czwartym, po to, aby Minnie mogła grać bardziej melodyjną partię prowadzącą. Gdy Minnie opanowała akordy barowe oraz zaczęła grać piórkiem jej styl całkowicie się zmienił.
Minnie była ładną, utalentowaną kobietą, której kariera rozwijała się bez przeszkód i która cieszyła się życiem. Nawet w najgorszym okresie światowego kryzysu mieszkała w Chicago we względnym dobrobycie. To, o czym śpiewała w bluesach nie miało z nią żadnego związku, żyła bardzo przykładnie. Nawet po pierwszym i drugim rozwodzie nie była przyczyną żadnych afer seksualnych. A jednak potrafiła w swoich bluesach niezwykle szczerze opisywać samotność, biedę, afery.
Ich kariera nagraniowa trwała do 1935 roku, czyli do ich rozwodu. Minnie występowała w chicagowskich klubach, takich jak m.in. Music Box Club, Mike DeLisa Club, Martin's Corner i Ruby Lee Gatewood's Tavern, co szybko przyniosło jej popularność i uznanie za jedną z najlepszych wykonawców bluesa w Chicago.
Po opanowaniu przez nią akordów barowych i przejściu z grania palcami do grania piórkiem jej styl bardzo się zmienił. Grała teraz bardziej ściśniętym i zdławionym dźwiękiem. Używała także bardzo sugestywnego "swingowego" uderzenia, prostych czterech akordów z pewnymi akcentami w słabszych częściach taktu. Było do dość bliskie do rytmu, który popularna muzyka Afroamerykanów zaczęła wykorzystywać i bez wątpienia pomogło to przedłużyć jej karierę. W tym okresie również zaczęła wykorzystywać w bluesie elementy zaczerpnięte raczej z muzyki popularnej, a nie folkowej. Rozjaśniła także nieco ciemny charakter bluesa poprzez wyrażenie przyjemności jaką niesie z sobą seks. Również emocjonalny nastrój jej bluesów stał się lżejszy dzięki mniej tragicznemu spojrzeniu na wydarzenia z jej życia. Chociaż była zrezygnowana, dawała sobie z tym radę. Dlatego gdy w jednym ze swoich bluesów wspomina o niewierności kochanka, to nie śpiewa, że go zastrzeli lub utopi się w rzece. Jej reakcją jest wzruszenie ramionami stwierdzenie schowam moje buty blisko twojej koszuli. Wykazywała się dużą świadomością tego, co robi, więc jej teksty były zawsze nowe i świeże. Miała także niezwykłą umiejętność dostrzegalnia detali, które spajały wersy w całość. Potrafiła także wyrazić poczucie swojej wartości:
Across the hill I built a lonesome shack

Across the hill I built a lonesome shack

So when my good man quit me I wouldn't have to beg him back.
Po drugiej stronie wzgórza wybudowałam samotną chatę

Po drugiej stronie wzgórza wybudowałam samotną chatę

Więc gdy mój dobry mężczyzna opuści mnie, nie będę musiała go błagać o powrót..
Sukces jej podejścia do bluesa nie leżał jednak w prostym zrozumieniu tekstu, bo większość ludzi słuchających jej mieszkała w mieście i nie mogła np. wybudować sobie chaty po drugiej stronie wzgórza. Rozumieli oni, że jej teksty były emocjonalnymi metaforami, które należy odbierać na głębszym poziomie. A więc spostrzegali kobietę, która nie jest bezbronna i posiada własną siłę.
Minnie rozwiodła się w 1935 roku z Joem McCoyem, który ją notorycznie zdradzał i był zazdrosny o jej sukcesy, i od tej pory firmowała swoje nagrania scenicznym pseudonimem Memphis Minnie. Przez kilka lat nagrywała bez stałego gitarzysty akompaniatora. 22 sierpnia 1935 r. nagrała w Chicago cztery bluesy, m.in. "Joe Louis Strut" z ciekawym instrumentalnym solo na fortepianie zagranym przez pianistę Black Boba, który do dziś nie został przekonująco zidentyfikowany.
31 października 1935 r. Minnie wzięła udział w sesji nagraniowej dla firmy Bluebird Records. Akompaniowali jej Black Bob (prawdopodobnie) oraz na gitarze techniką ślizgową (ang. slide guitar) Casey Bill Weldon i Bill Settles (prawdopodobnie) na kontrabasie.
17 czerwca 1937 r. nagrała kilka bluesów ze znanym pianistą bluesowym Blind Johnem Davisem, a 23 czerwca 1938 r. nagrywała w towarzystwie Charliego McCoya (grał on na hybrydowym instrumencie bandżo-mandolinie). W tym okresie Minnie eksperymentowała z małymi grupami instrumentalnymi, które wykorzystywała w roli akompaniamentu. Jej blues stał się ukierunkowany na komercyjność i dostosowywał się do rytmicznych i stylistycznych mód tych czasów. 12 listopada 1936 r. nagrała 7 bluesów, w których wykorzystała w akompaniamencie trąbkę. Oczywiście nie był to jazz, ale nie był to także już prosty bluesowy akompaniament.
Od lutego 1939 r. zaczęła występować i nagrywać z bluesmanem występującym jako (Little) Son Joe (właśc. Ernest Lawlars), którego poślubiła w marcu 1942 r..
Był to okres, w którym nastąpiło wyraźne ożywienie w przemyśle nagraniowym po okresie kryzysu ekonomicznego, jednak firmy cięły koszty i nastawiały się na bardziej komercyjny materiał. Jeśli artysta był tak znany jak Memphis Minnie, to firmy te dbały o to, aby zawsze można było kupić nowe nagrania takiego artysty w sklepie, szczególnie w małych narożnych sklepikach sprzedających szeroki asortyment towarów potrzebnych okolicznym mieszkańcom.
Na początku lat 30. XX wieku jej płyty kosztowały 75 centów, lecz w 1935 r. – już tylko 35 centów, ale za to jej nagrania były łatwo dostępne. Pomiędzy 1934 a zakazem nagrywania w 1942 r. jej nowa płyta ukazywała się w sklepach właściwie co miesiąc. Trudno jednak uznać, żeby Minnie stawała się bogaczką, dostawała tylko 12,50 dol. za każdą stronę, którą nagrała. Do tego dochodziły tantiemy za jej kompozycje.
Konieczność nieustannego nagrywania i wydawania powodowała komercjalizację oraz upodobnienie do siebie wszystkich znanych artystów nagrywających dla wielkich firm nagraniowych. Wszyscy używali takiego samego akompaniamentu i nawet nagrywali te same utwory. Memphis Minnie była wówczas jedyną artystką o olbrzymiej popularności.
W dalszym ciągu nie obce jej były eksperymenty i wiadomo, że już pod koniec lat 30. próbowała grać na gitarze elektrycznej.
W okresie 1934–1941 jej bluesy były dużo prostsze i mniej różnorodne od tych nagranych we wczesnym okresie jej kariery, gdy wykonywała bluesa wiejskiego. Zarzuciła także wykonywanie bluesa z wykorzystaniem powtórzonych końcowych refrenów, co często stosowała na początku lat 30. Zamiast tego jej bluesy stały się całkowicie regularne zarówno w warstwie rytmicznej jak i harmonicznej. Jak zwykle u artystów, którzy mieli świetne kontrakty, większa różnorodność pojawiała się w ich tekstach, niż w melodiach.
W 1941 odniosła niebywały sukces. 21 maja nagrała z małym zespołem (jej mąż, nieznany kontrabasista) bluesa zatytułowanego "Me and My Chauffeur Blues". Został on wydany z "Can't Afford to Lose My Man" (nagranym na tej samej sesji) jako singel firmy OKeh (OKeh 06288). Singel ten stał się tak wielkim przebojem, że zapewnił jej karierę na dalsze 10 lat.
Na początku lat 50. XX w. blues został zdominowany przez inne formy muzyczne wywodzące się z niego, takie jak rhythm and blues i rock and roll. Zaledwie dwa razy weszła do studia nagraniowego i nagrała około 10 bluesów. Gdy w połowie lat 50. nastąpiło wielkie ożywienie bluesa, mogłaby znów odnowić także i swoją karierę, jednak w 1957 roku jej mąż Ernest Lawlers miał atak serca i nie mógł już występować.

### Ponownie Memphis

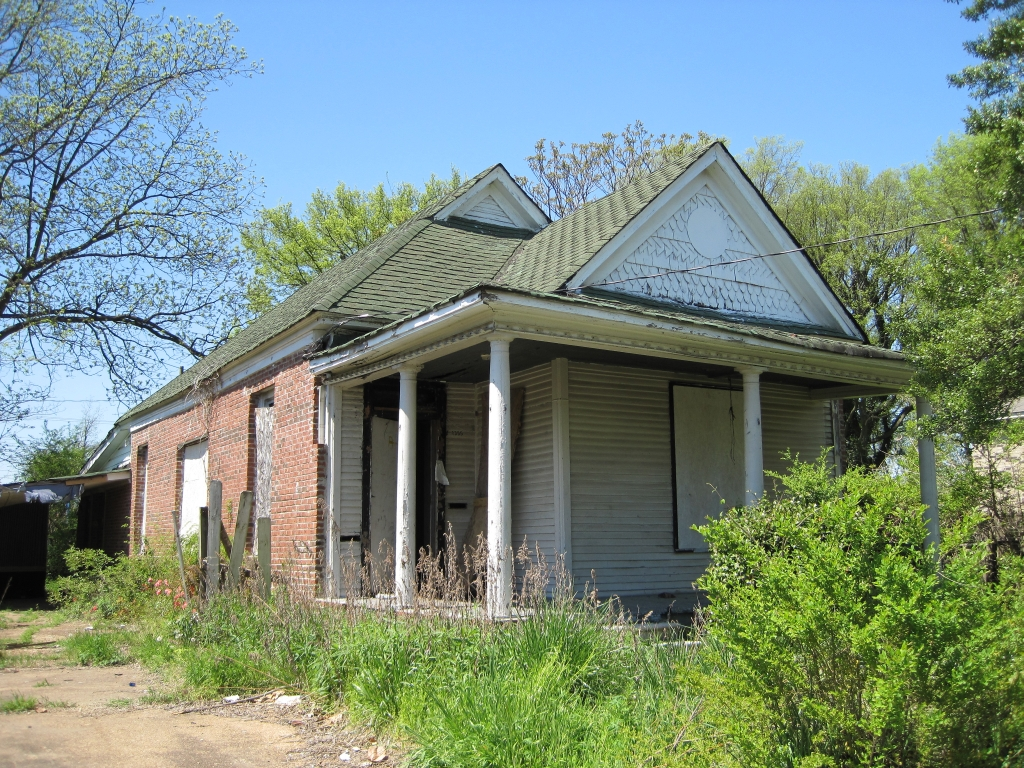
Dom Memphis Minnie w Memphis (1355 Adelaide St)

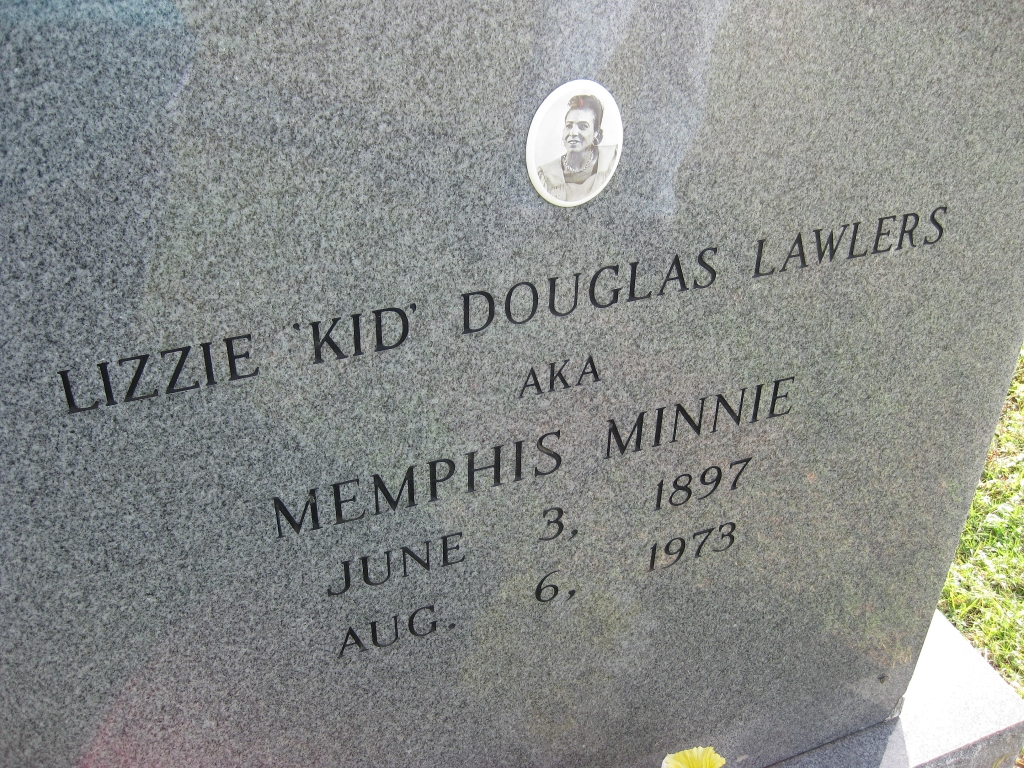
Grób Memphis Minnie w Walls w stanie Missisipi

Minnie wraz mężem przeprowadzili się do Memphis. Artystka występowała okazjonalnie w klubach, ale ponieważ jej zdrowie także zaczęło szwankować, nie chciała udawać się na tournée. W 1960 roku doznała wylewu, a w 1961 r. zmarł Ernest Lawlars, przekazując opiekę nad nią jej siostrze. Spędziła także jakiś czas w domu spokojnej starości w biedzie i względnej anonimowości. Troszczył się o nią np. Chris Strachwitz z Arhoolie Records, który ponownie wydał wiele z jej wczesnych nagrań i był w stanie przekazać jej tantiemy, które pomogły jej zarówno finansowo jak i psychologicznie.
Po trzecim wylewie została przeniesiona do domu jej siostry, która kontynuowała opiekę nad nią.
Zmarła 6 sierpnia 1972 r. Ponieważ przeżyła prawie wszystkich swoich współczesnych artystów, z muzyków, którzy występowali z nią na Beale Street, na jej pogrzebie pojawił się tylko Furry Lewis. Została pochowana na New Hope Cemetery w Walls w stanie Missisipi.

### Krytyka, ocena i opinie
W 1980 roku została wprowadzona do Blues Hall of Fame.
W 1973 r. została uznana za najlepszą wykonawczynię bluesa w ankiecie magazynu Blues Unlimited (Wielka Brytania).
Pierwsze pytanie, które się narzuca, to czy była wykonawczynią bluesa wiejskiego czy też miejskiego? Wykonywała swoje bluesy z ostro brzęczącą gitarą i można sobie łatwo wyobrazić ją przekrzykującą bez wzmacniaczy głosy bawiących się ludzi w jakimś obskurnym klubie honky tonk. Jak napisał Sam Charters "skromność jej akompaniamentu podtrzymywała odczucie podłej biedy, która była społecznym kontekstem tego o czym śpiewała". Jednak była miejską dziewczyną. Odegrała jedną z kluczowych ról dla ukształtowania się brzmienia chicagowskiego bluesa. Jej przebój "Bumble Bee" z 1929 roku był bezpośrednim źródłem dla "Honey Bee" Muddy Watersa.
Była kobietą, która grała na gitarze i śpiewała z taką mocą, że była równa mężczyznom. Mówi się, że na początku lat 30. zwyciężyła w bluesowym konkursie samego Big Billa Bronzy'ego. Mimo że jej bluesy traktowały często o biedzie, prezentowała się na scenie olśniewająco jak gwiazdy wodewilowe z lat 20. Podróżowała na koncerty najnowszymi modelami luksusowych aut. Jak wspomina chicagowski bluesman Jimmy Rogers: Nosiła bransoletkę wokół każdego przegubu, wykonaną ze srebrnych dolarów i miała parę kolczyków z dwoma srebrnymi dziesięciocentówkami w nich. Tak jak Ma Rainey nie czciła bogactwa ani dolara; to że otaczała się luksusem było jej sposobem na otoczenie jej publiczności luksusem. Tak postępowali i inni afroamerykańscy artyści w jej czasach i także obecnie.
Podczas koncertów jej repertuar było dużo szerszy od jej nagrań. Jako artystka nagrywająca była bluesmanem. Tymczasem na koncertach potrafiła zaśpiewać "Summertime" i "Oh, Lady Ne Good" George'a Gershwina, "When My Dreamboat Comes Home", "For Sentimental Reason", "How High the Moon" i wiele innych piosenek. Było to spowodowane rozpowszechnieniem się szaf grających, które prezentowały najnowsze popularne piosenki. Jako wykonawca koncertowy musiała być przygotowana do zaśpiewania wszystkiego, czego mogłaby chcieć publiczność. Można żałować, że nigdy nie nagrała np. "That's My Desire" czy też "The Woody Woodpecker Song", gdyż przez to nie mamy jej pełnego obrazu jako artysty i wykonawcy.
Najpopularniejsza wykonawczyni bluesa wiejskiego wszech czasów (Steve LaVere, Living Blues, jesień 1973, s. 5.).
Według mnie Memphis Minnie była bez wątpienia największą z wszystkich wykonawczyń bluesa kiedykolwiek nagranych (Chris Strachwitz, album Blues Classic 13)
Uznana przez jej współczesnych bluesmanów za największą ze śpiewaczek poza "klasycznym" okresem (Paul Oliver (i inni), Jazz on Record. Hanover Books Ltd., 1968
Wpłynęła na takich wykonawców jak John Lee Granderson, Jo-Ann Kelly, Mance Lipscomb, Big Mama Thornton, Mama Yancey.

## Wybrana dyskografia
- Hoodoo Lady (1933-1937) – Columbia/Legacy CK 46775 (1991)
- Ain't No Bad Girl – Portrait Masters RK 44072 (1988)
- Early Rhythm and Blues: From the Rare Regal Session 1949 – Biograph BCD 124 (1992)
- Me and My Chauffeur 1935-1946 – (1997)
- Queen of the Country Blues – (2001)
- Queen of Country Blues. All the Published Sides 1929-1937 in Chronological Order – JSP Records JSP 7716 (2003) 5 CD, 124 bluesy
- Queen of Delta Blues 1937-1953 – JSP Records JSP 7741 (2005) 5 CD 120 bluesów